# Mei 2001
Dit artikel geeft een chronologisch overzicht van alle belangrijke gebeurtenissen per dag in de maand mei van het jaar 2001.

## Gebeurtenissen

### 1 mei
- Fietsers hebben vanaf vandaag voorrang van rechts.
- Gerard Kleisterlee wordt bestuursvoorzitter van Philips.

### 2 mei
- Zo'n 7500 huisartsen beginnen een driedaagse staking. Zij vinden dat het kabinet het budget voor huisartsen extra moet verhogen.

### 3 mei
- De VS zijn onverwachts weggestemd uit de mensenrechtencommissie van de Verenigde Naties. De VS maakten sinds de oprichting in 1947 deel uit van dit comité.
- Imam Khalil el-Moumni van de Rotterdamse Annasr-moskee zegt in het programma Nova dat homoseksualiteit schadelijk is voor de samenleving.

### 7 mei
- De Deaf World Games werden erkend door het IOC. Door deze erkenning kregen de spelen voor doven de nieuwe naam: Deaflympische Spelen of Deaflympics.
- Ziekenhuizen staken voor een nieuwe CAO. Op 7 juni is er een akkoord: werknemers krijgen tot 1 juli 2002 7,4 procent meer loon.
- Treinrover Ronnie Biggs is na 35 jaar terug in Engeland. Hij was medeverantwoordelijk voor The Great Train Robbery in 1963.
- Baggerbedrijf Boskalis wil voor 1,25 miljard gulden branchegenoot HAM overnemen van moederbedrijf HBG. Het bod wordt afgewezen, waarna zich een maanden durende 'baggeroorlog' ontspint.
- Ronnie O'Sullivan wint het WK snooker voor de eerste keer in zijn carrière. In de finale is hij te sterk voor John Higgins.

### 8 mei
- Frank de Boer is positief bevonden bij een dopingcontrole in de Spaanse voetbalcompetitie.

### 9 mei
- Johan Sauwens stapt op als Vlaams minister nadat hij een vergadering had bijgewoond van de Oostfrontbeweging.

### 10 mei
- Het Franse parlement neemt een wet aan, waarin de slavernij als misdaad tegen de menselijkheid wordt aangemerkt.

### 11 mei
- De Rotterdamse rechtbank veroordeelt Gürsel Ö. en Haci D. van de `Doverzaak' tot negen jaar celstraf en 100.000 gulden boete.

### 12 mei
- Op het songfestival wint Estland in Kopenhagen, Denemarken met Everybody van Dave Benton, Soul Militia en Tanel Padar

### 13 mei
- Silvio Berlusconi wint de Italiaanse parlementsverkiezingen.
- Bij het wereldkampioenschap ijshockey voor A-landen in Duitsland prolongeert Tsjechië de wereldtitel door Finland in de finale met 3-2 (na verlenging) te verslaan.

### 16 mei
- Liverpool wint de UEFA Cup. In de finale in Dortmund zegeviert de Engelse voetbalclub met 5-4 ten koste van het Spaanse CD Alavés.

### 17 mei
- Prins Constantijn trouwt met Laurentien Brinkhorst in de Oude Raadzaal aan de Javastraat in Den Haag voor de wet.

### 18 mei
- Schrijver Gerrit Krol ontvangt de P.C. Hooftprijs 2001.

### 19 mei
- De Belg Jo Van Daele verbetert in Halle het Belgische record discuswerpen tot 64,24 m.

### 21 mei
- De Nederlandstalige Wikipedia wordt opgericht.

### 23 mei
- Bayern München wint de Champions League. In de finale in Milaan zegeviert de Duitse voetbalclub na strafschoppen (5-4) ten koste van het Spaanse Valencia.
- Ex-koning Michael van Roemenië zet weer voet in het paleis in Boekarest. Bij het hek stonden honderden oudere Roemenen om hem te begroeten. Iliescu sprak hem aan met sire.
- In Honduras begint de zesde editie van de UNCAF Nations Cup, het voetbalkampioenschap van Midden-Amerika.

### 24 mei
- Een bruiloftsfeest in Tel Aviv wordt ruw verstoord als de dansvloer op de derde verdieping het begeeft.
- De 15-jarige Sherpa Temba Tsheri bereikt als jongste mens ooit de top van de Mount Everest.
- De ruimingen van bedrijven in gebieden met mond-en-klauwzeer zijn voltooid. In totaal zijn ruim 260.000 koeien, varkens en andere evenhoevigen afgemaakt.
- In de gemeente Amsterdam stappen de twee wethouders van GroenLinks, Frank Köhler en Ruud Grondel, op. Aanleiding is een conflict over de reorganisatie van de sociale dienst.

### 25 mei
- De ringweg langs Amsterdam-West krijgt een grote opknapbeurt. Tegen alle verwachtingen in blijken er gedurende deze periode nauwelijks files te staan.

### 27 mei
- Zwemmer Ian Thorpe uit Australië verbetert in Hobart het wereldrecord op de 200 meter vrije slag van Pieter van den Hoogenband: van 1.45,35 tot 1.44,69.
- De Tsjech Roman Šebrle verbetert in Götzis het Europees record op de tienkamp tot 9026 punten. Hij is hiermee de eerste atleet, die boven de 9000 punten uitkomt. Het vorige record van 8994 punten was in handen van zijn landgenoot Tomáš Dvořák.

### 28 mei
- De FIOD doet een inval bij AFC Ajax en NAC Breda. De voetbalclubs worden verdacht van fraude met loon- en inkomstenbelasting bij het aantrekken van enkele spelers in 1997.

### 29 mei
- Intensieve veehouders moeten voldoen aan veel hogere eisen van milieu en dierenwelzijn, concludeert de commissie-Wijffels.

### 30 mei
- De commissie-Donner presenteert haar rapport over de toekomst van de WAO.

## Overleden
<< · januari · februari · maart · april · mei · juni · juli · augustus · september · oktober · november · december · >>